# Luciano Palonsky
Luciano Palonsky (Buenos Aires, 8 luglio 1999) è un pallavolista argentino, schiacciatore del Tours.

## Palmarès

### Club
- Coppa ACLAV: 1

Ciudad: 2017

### Nazionale (competizioni minori)
- Campionato sudamericano Under-19 2016
- Coppa panamericana 2018
- Coppa panamericana 2019
- Giochi panamericani 2019

### Premi individuali
- 2016 - Campionato sudamericano Under-19: Miglior schiacciatore